# Filoteu d'Alexandria
|  | No s'ha de confondre amb Filoteu (patriarca d'Alexandria). |

Filoteu (copte: Ⲫⲓⲗⲟⲑⲉⲟⲥ; àrab: فيلوثاوس, Fīlūṯāws; grec antic: Φιλοθεύς; llatí: Philoteus) va ser patriarca Copte d'Alexandria (10 d'abril del 979 – 21 de novembre del 1003). Era home d'hàbits luxuriosos i de vida escandalosa. Va escriure quatre llibres en àrab, tot i que també podrien haver estat escrits en grec, ja que s'han perdut. Els seus títols són, en llatí: Declarator, Rara commentatorum, et depravationes hereticorum, Detectio arcanorum i Autobiographia. També podria ser l'autor també d'un sermó anomenat De mandatis Domini nostri Jesu Christi, atribuït a un Filoteu, sense que s'indiqui si era el patriarca.